# صليعة (ملاثاني)
صلیعة (بالفارسية: صلیعه) هي منطقة سكنية تقع في إيران في محافظة خوزستان. يقدر عدد سكانها بـ 810 نسمة بحسب إحصاء 2016.